# Halo (fenomen òptic)

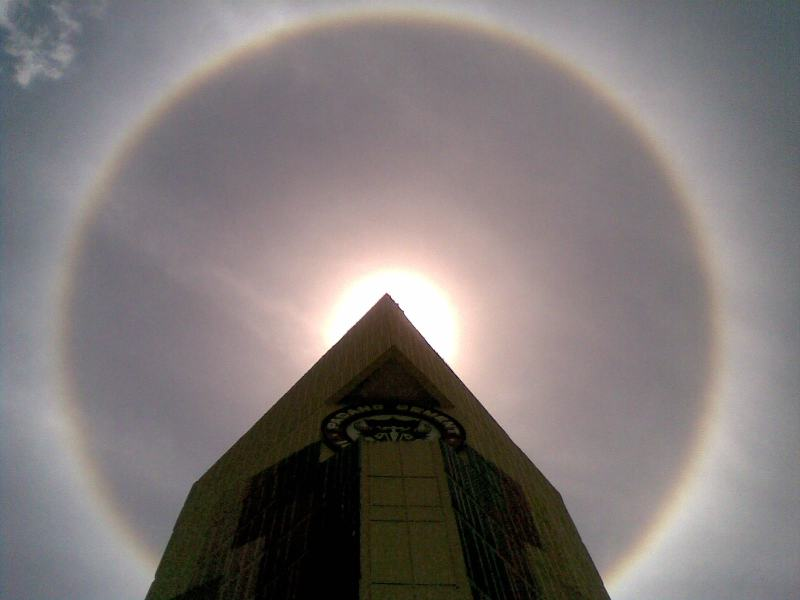
Halo al voltant del Sol a Padang, Indonèsia

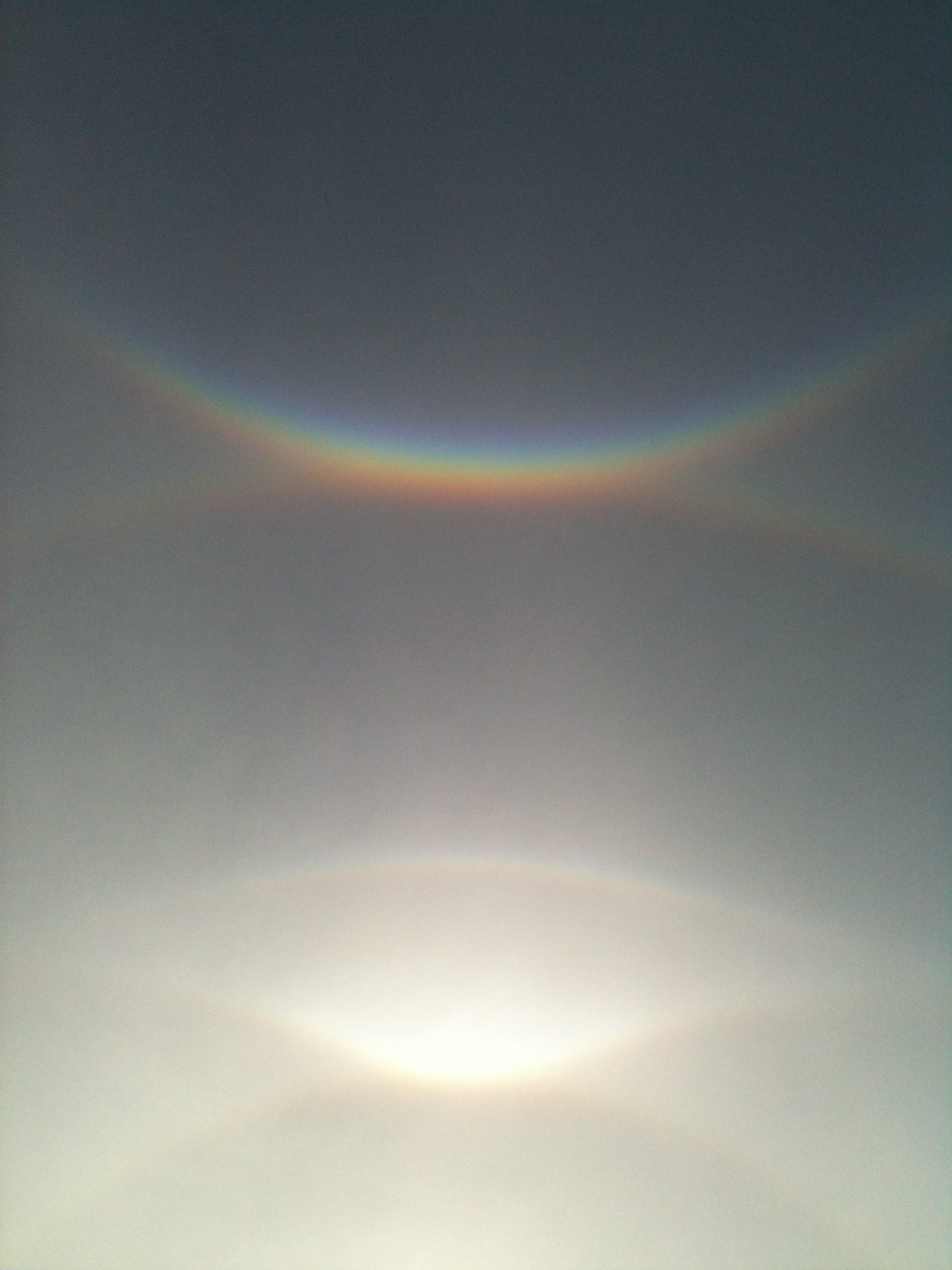
De dalt a baix: arc circumzenital, arc supralateral, arc de Parry, arc tangent superior i halo de 22°

Un halo (del grec ἅλως, halōs) és un conjunt de fenòmens òptics que consisteix en cercles al voltant del Sol o la Lluna i que es deuen a la refracció o reflexió de la llum quan passa a través dels cristalls de gel en suspensió a l'atmosfera que creen arcs i punts blancs o de color al cel. No es produeixen, doncs, en núvols constituïts per gotes d'aigua líquida.

## Tipus
Existeixen molts tipus d'halos de gel. Són produïts pels cristalls de gel en cirrostratus alts (5-10 km) a la troposfera superior. La forma i orientació particular dels cristalls són els responsables del tipus d'halo observat. La llum és reflectida i refractada pels cristalls i es pot dividir en colors a causa de la dispersió; els cristalls es comporten com a prismes i miralls, refractant i reflectint la llum del sol entre les seves cares i enviant feixos de llum en direccions particulars.

## Halos artificials
Els fenòmens naturals poden reproduir-se artificialment per diversos mitjans. En primer lloc, mitjançant simulacions per ordinador, o, en segon lloc, per mitjans experimentals. Quant a aquest últim, es pot prendre un sol cristall i girar-lo al voltant de l'eix o eixos apropiats, o adoptar un enfocament químic. Un enfocament experimental encara més indirecte consisteix a trobar geometries de refracció anàlogues.

### Enfocament de refracció anàloga

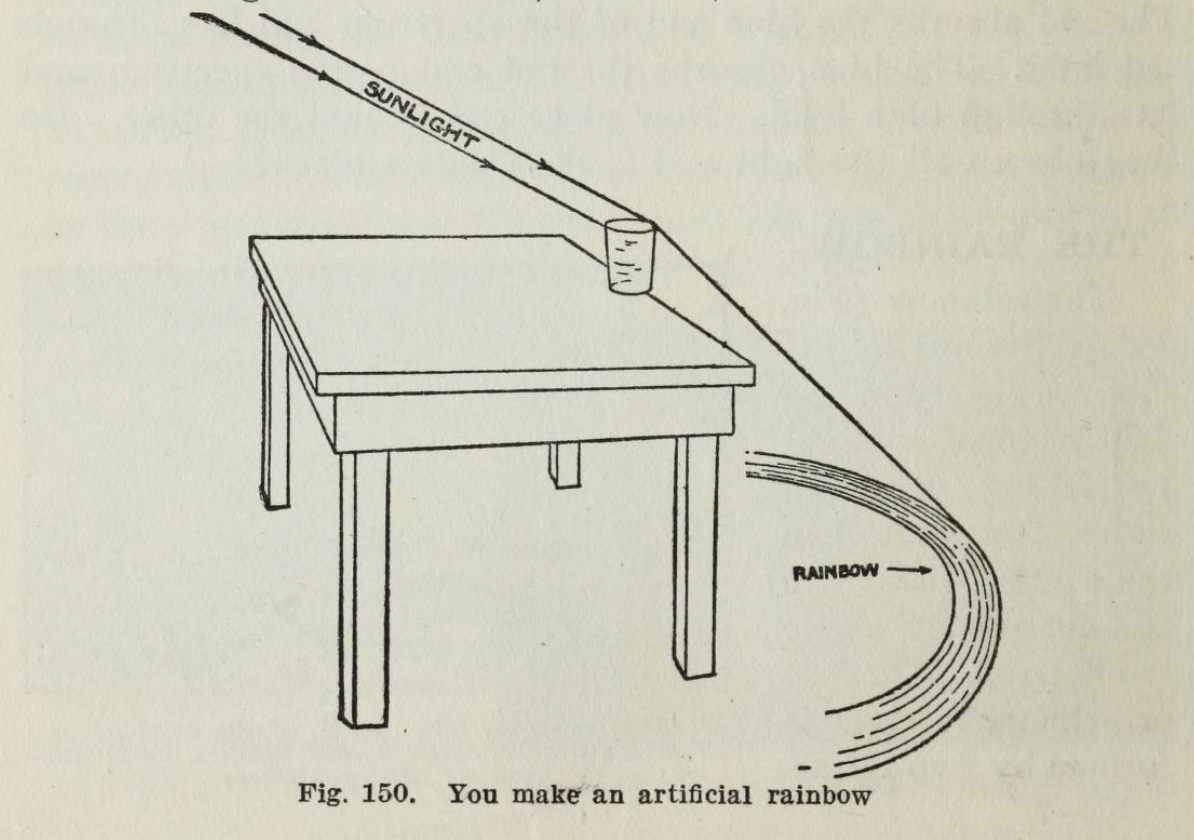
Experiment de demostració de refracció anàloga per a l'Arc Circumzenital. Aquí, s'etiqueta erròniament com a arc de Sant Martí artificial en el llibre de Gilberts.

Aquest enfocament empra el fet que en alguns casos la geometria mitjana de refracció a través d'un cristall de gel pot ser imitada / mimetitzada a través de la refracció a través d'un altre objecte geomètric. D'aquesta manera, l'Arc circumzenital, l'Arc circumhorizontal i els arcs de Parry poden recrear-se mitjançant la refracció a través de cossos estàtics rotacionalment simètrics (és a dir, no prismàtics). Un experiment de sobretaula especialment senzill reprodueix artificialment els vistosos arcs circunzenitals i circunhoritzontals utilitzant únicament un got d'aigua. La refracció a través del cilindre d'aigua resulta ser (gairebé) idèntica a la refracció feta una mitjana de rotacionalment a través d'un cristall de gel hexagonal vertical / cristalls orientats a plaques, creant així arcs circunzenitals i circunhorizontals de vius colors. De fet, l'experiment del got d'aigua es confon sovint amb la representació d'un arc de Sant Martí i existeix almenys des de 1920.
Seguint la idea de Huygens sobre el mecanisme (fals) dels parhelis de 22°, també es pot il·luminar (des d'un costat) un got cilíndric ple d'aigua amb una obstrucció central interior de la meitat del diàmetre del got per a aconseguir en projectar-lo en una pantalla una aparença que s'assembli molt als parhelis (cf. nota [39] en Ref., o vegeu aquí), és a dir, una vora vermella interior que passa a una banda blanca en angles majors a banda i banda de la direcció de transmissió directa. No obstant això, encara que la coincidència visual és pròxima, aquest experiment en particular no implica un mecanisme càustic fals i, per tant, no és un anàleg real.

### Enfocaments químics
Les primeres receptes químiques per a generar halos artificials van ser proposades per Brewster i aprofundides per a. Cornu en 1889. La idea consistia a generar cristalls per precipitació d'una solució salina. Els innombrables petits cristalls així generats provocaran llavors, en ser il·luminats amb llum, halos corresponents a la geometria particular del cristall i a l'orientació / alineació. Existeixen diverses receptes i es continuen descobrint. Els anells són un resultat comú de tals experiments. Però també s'han produït artificialment arcs de Parry d'aquesta manera.

### Enfocaments mecànics

#### Eix únic
Els primers estudis experimentals sobre el fenomen de l'halo s'han atribuït a Auguste Bravais el 1847. Bravais va utilitzar un prisma de vidre equilàter que va fer girar al voltant del seu eix vertical. En il·luminar-ho amb llum blanca paral·lela, produïa un cercle parhelicoidal artificial i molts dels parhelis incrustats. De manera similar, A. Wegener va utilitzar cristalls giratoris hexagonals per a produir subhelis artificials. En una versió més recent d'aquest experiment, s'han trobat molts més parhelios incrustats utilitzant cristalls hexagonals de vidre BK7 disponibles comercialment. Experiments senzills com aquests poden utilitzar-se amb finalitats educatives i experiments de demostració. Desafortunadament, utilitzant cristalls de vidre no es pot reproduir l'arc circuncenital o l'arc circunhorizontal a causa de les reflexions internes totals que impedeixen les trajectòries de raigs requerides quan {\displaystyle n<{\sqrt {2}}}.
Fins i tot abans que Bravais, el científic italià F. Venturi va experimentar amb prismes punxeguts plens d'aigua per a demostrar l'arc circuncenital. No obstant això, aquesta explicació va ser substituïda posteriorment per l'explicació correcta del CZA per Bravais.

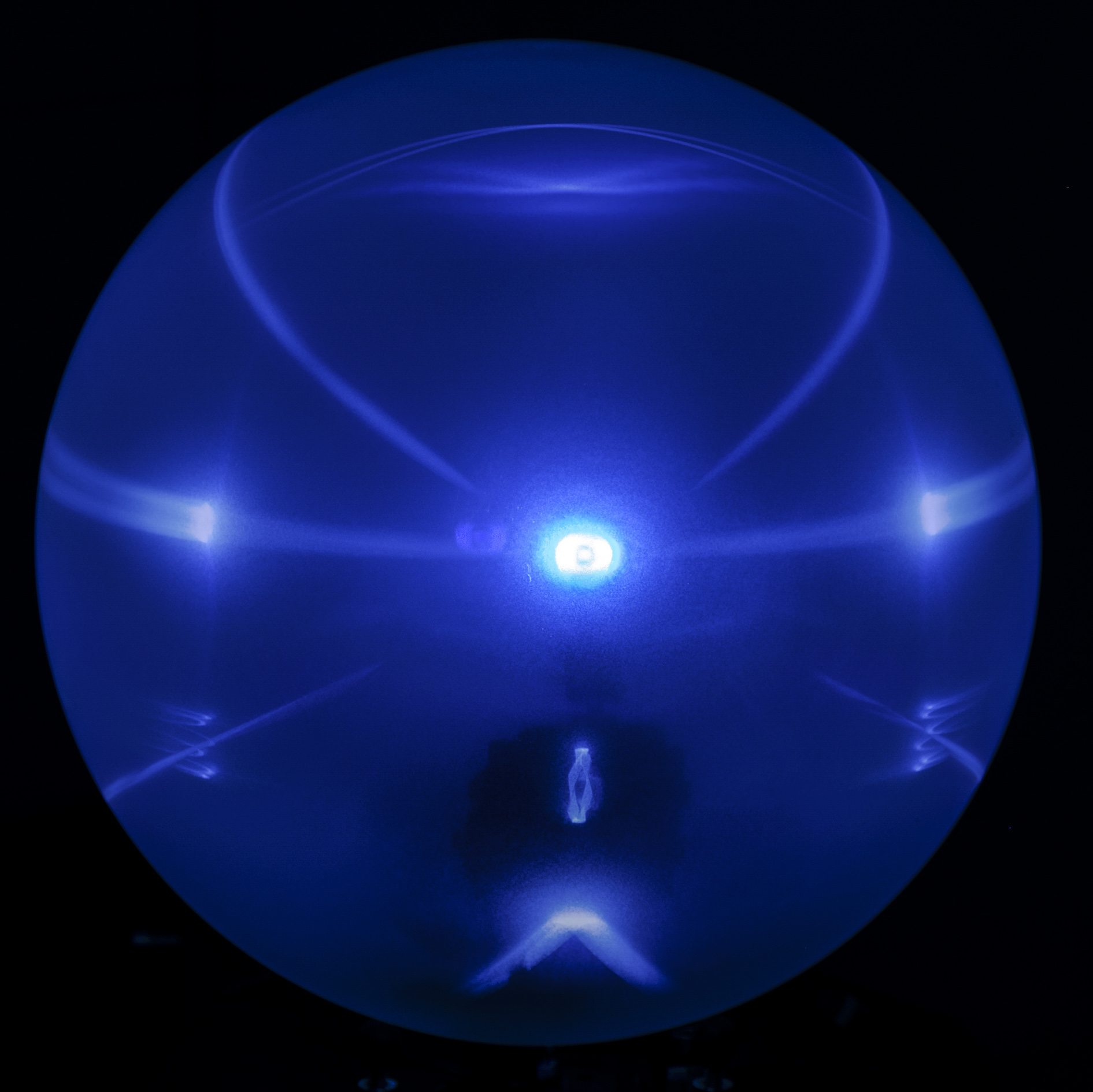
Halo artificial projectat en una pantalla esfèrica. Visibles són: Arcs tangencials, arcs de Parry, (sub)parheli, cercle parhelicoidal, arcs helíacs.

 S'han emprat cristalls de gel artificials per a crear halos que d'una altra manera serien inassolibles en l'enfocament mecànic mitjançant l'ús de cristalls de vidre, per exemple, arcs circunzenitals i circunhoritzontals. L'ús de cristalls de gel garanteix que els halos generats tinguin les mateixes coordenades angulars que els fenòmens naturals. Altres cristalls com el NaF també tenen un índex de refracció pròxim al gel i s'han utilitzat en el passat.

#### Dos eixos
Per a produir halos artificials, com els arcs tangents o l'halo circumscrit, és necessari girar un cristall hexagonal columnar simple al voltant de dos eixos. De la mateixa manera, els arcs de Lowitz poden crear-se girant un cristall de placa única al voltant de dos eixos. Això pot fer-se mitjançant màquines d'halo d'enginyeria. La primera màquina d'aquest tipus es va construir en 2003; li van seguir diversos més. Col·locant tals màquines a l'interior de pantalles de projecció esfèriques, i mitjançant el principi de l'anomenada transformació del cel, l'analogia és gairebé perfecta. Una realització que utilitza microversions de les màquines esmentades produeix autèntiques projeccions sense distorsions d'aquests halos artificials complexos. Finalment, la superposició de diverses imatges i projeccions produïdes per aquestes màquines d'halos pot combinar-se per a crear una única imatge. La imatge de superposició resultant és llavors una representació de complexos desplegaments d'halos naturals que contenen molts conjunts de prismes de gel amb diferents orientacions.

#### Tres eixos
La reproducció experimental d'halos circulars és la més difícil usant un sol cristall, mentre que és la més simple i típicament reeixida usant receptes químiques. Utilitzant un únic cristall, és necessari realitzar totes les orientacions 3D possibles del cristall. Això s'ha aconseguit recentment mitjançant dos enfocaments. El primer utilitzant pneumàtica i un sofisticat aparell, i el segon utilitzant una màquina de passeig aleatori basada en Arduino que reorienta estocàsticament un cristall incrustat en una esfera transparent de parets fines.

## Característiques
El més habitual és el cercle lluminós de 22º de radi a l'entorn del Sol o de la Lluna. Un altre que es pot veure de vegades és un halo de 46º de radi, menys lluminós i concèntric amb el primer. En rares ocasions es poden observar fenòmens òptics en forma de columna lluminosa blanca situada en la vertical del Sol o de la Lluna, o arcs tangents a l'halo circular en la part superior o inferior. En tots dos casos, aquests fenòmens també s'anomenen halos. Quan aquest fenomen es forma per refracció de la llum del Sol pot mostrar colors de l'espectre cromàtic, mentre que els fenòmens d'halo produïts per la llum de la Lluna són sempre blancs.

## Observació
La seva forma circular i lluminosa al voltant del Sol i de la Lluna el fa molt característic i distingible. Els núvols alts als quals van associats els halos són els cirroestrats, gairebé sempre, la qual cosa ajuda a diferenciar aquests núvols dels altoestrats, als quals els halos són gairebé inexistents. A banda dels cirroestrats, també es poden veure halos esporàdicament amb cirrus, i amb temperatures baixes s'han arribat a identificar amb el cel cobert d'estrats prims.

## Història
Mentre que Aristòtil havia esmentat els halos i els parhelis, en l'antiguitat, les primeres descripcions europees d'exhibicions complexes van ser les de Christoph Scheiner a Roma (al voltant de 1630), Johannes Hevelius en Danzig (1661), i Tobias Lowitz a Sant Petersburg (al voltant de 1794).
Els observadors xinesos els havien registrat durant segles, sent la primera referència una secció de la «Història Oficial de la Dinastia Chin» (Chin Shu) en 637, sobre els «Deu Halos», donant termes tècnics per a 26 fenòmens d'halos solars.

### Vädersolstavlan

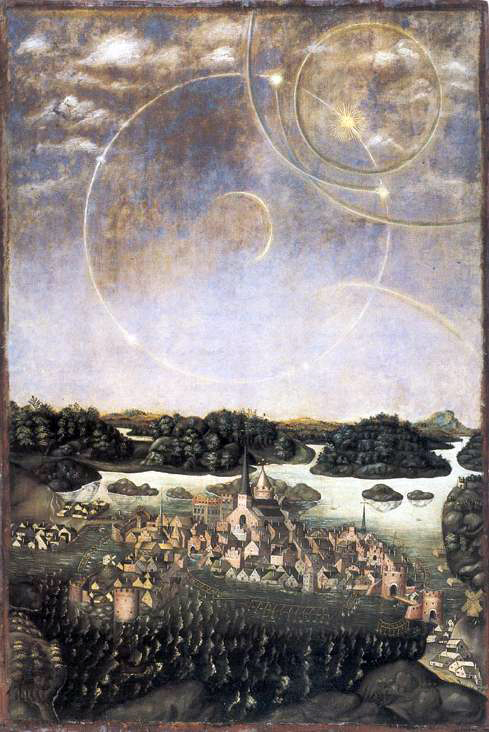
L'anomenada «Pintura del Gos Sol» (Vädersolstavlan) que representa Estocolm en 1535 i el fenomen celeste interpretat en l'època com un presagi ominós.

Encara que es coneix sobretot i se cita sovint per ser la representació en color més antiga de la ciutat d'Estocolm, Vädersolstavlan (suec; «La pintura del Sundog», literalment «La pintura del sol del temps») és possiblement també una de les representacions més antigues que es coneixen d'un halo, que inclou un parell de gossos del sol. Durant dues hores del matí del 20 d'abril de 1535, els cels de la ciutat es van omplir de cercles i arcs blancs que creuaven el cel, mentre altres sols (és a dir, gossos solars) apareixien al voltant del Sol.